# Collegio plurinominale Campania - 03
Il collegio elettorale plurinominale Campania - 03 è stato un collegio elettorale plurinominale della Repubblica Italiana per l'elezione del Senato tra il 2017 ed il 2022.

## Territorio
Come previsto dalla legge elettorale italiana del 2017, il collegio era stato definito tramite decreto legislativo all'interno della circoscrizione Campania.
Il collegio comprendeva la zona definita dai quattro collegi uninominali Campania - 05 (Portici), Campania - 09 (Torre del Greco), Campania - 10 (Salerno) e Campania - 11 (Battipaglia).

## Dati elettorali

### XVIII legislatura
Come previsto dalla legge elettorale, 193 senatori erano eletti in 33 collegi plurinominali con ripartizione proporzionale a livello regionale tra le coalizioni e le singole liste che avessero superato la soglia di sbarramento stabilita.
Nel collegio venivano eletti 11 senatori.
| Liste          | Liste                                       | Proporzionale | Proporzionale | Proporzionale | Maggioritario | Maggioritario | Maggioritario |  |
| Liste          | Liste                                       | Voti          | %             | Seggi         | Voti          | %             | Seggi         |  |
| -------------- | ------------------------------------------- | ------------- | ------------- | ------------- | ------------- | ------------- | ------------- |  |
|                | Movimento 5 Stelle                          | 435 403       | 44,92         | 3             | 435 403       | 44,92         | 4             |  |
|                | Forza Italia                                | 208 057       | 21,47         | 2             | 309 257       | 31,91         | –             |  |
|                | Lega                                        | 45 975        | 4,74          | –             | 309 257       | 31,91         | –             |  |
|                | Fratelli d'Italia                           | 37 756        | 3,90          | 1             | 309 257       | 31,91         | –             |  |
|                | Noi con l'Italia – UDC                      | 17 469        | 1,80          | –             | 309 257       | 31,91         | –             |  |
|                | Partito Democratico                         | 141 229       | 14,57         | 1             | 166 365       | 17,16         | –             |  |
|                | +Europa                                     | 10 951        | 1,13          | –             | 166 365       | 17,16         | –             |  |
|                | Civica Popolare                             | 7 496         | 0,77          | –             | 166 365       | 17,16         | –             |  |
|                | Italia Europa Insieme                       | 6 689         | 0,69          | –             | 166 365       | 17,16         | –             |  |
|                | Liberi e Uguali                             | 24 748        | 2,55          | –             | 24 748        | 2,55          | –             |  |
|                | Potere al Popolo!                           | 11 136        | 1,15          | –             | 11 136        | 1,15          | –             |  |
|                | Il Popolo della Famiglia                    | 5 643         | 0,58          | –             | 5 643         | 0,58          | –             |  |
|                | CasaPound                                   | 4 961         | 0,51          | –             | 4 961         | 0,51          | –             |  |
|                | Italia agli Italiani (FN - MSFT)            | 4 750         | 0,49          | –             | 4 750         | 0,49          | –             |  |
|                | Partito Comunista                           | 2 865         | 0,30          | –             | 2 865         | 0,30          | –             |  |
|                | Partito Repubblicano Italiano – ALA         | 1 855         | 0,19          | –             | 1 855         | 0,19          | –             |  |
|                | Partito Valore Umano                        | 1 328         | 0,14          | –             | 1 328         | 0,14          | –             |  |
|                | Per una Sinistra Rivoluzionaria (PCL - SCR) | 965           | 0,10          | –             | 965           | 0,10          | –             |  |
| Totale         | Totale                                      | 969 276       | 100           | 7             | 969 276       | 100           | 4             |  |
|                |                                             |               |               |               |               |               |               |  |
| Schede bianche | Schede bianche                              | 15 276        | 1,52          |               |               |               |               |  |
| Schede nulle   | Schede nulle                                | 21 232        | 2,11          |               |               |               |               |  |
| Votanti        | Votanti                                     | 1 005 784     | 70,00         |               |               |               |               |  |
| Elettori       | Elettori                                    | 1 436 895     |               |               |               |               |               |  |

## Eletti

### Eletti maggioritario
| Collegio uninominale | Eletto | Eletto              | Partito |
| -------------------- | ------ | ------------------- | ------- |
| 5. Portici           |        | Francesco Urraro    | M5S     |
| 9. Torre del Greco   |        | Virginia La Mura    | M5S     |
| 10. Salerno          |        | Andrea Cioffi       | M5S     |
| 11. Battipaglia      |        | Francesco Castiello | M5S     |

1. ↑  In data 12.12.2019 aderisce al gruppo Lega-Salvini Premier-Partito Sardo d'Azione.
2. ↑  In data 19.02.2021 aderisce al gruppo misto, non iscritti; in data 27.04.2022 aderisce al gruppo Uniti per la Costituzione-C.A.L. (Costituzione, Ambiente, Lavoro).

### Eletti proporzionale
| Movimento 5 Stelle                             | Forza Italia                  | Partito Democratico | Fratelli d'Italia |
| ---------------------------------------------- | ----------------------------- | ------------------- | ----------------- |
|                                                |                               |                     |                   |
| Sergio Puglia Luisa Angrisani Felicia Gaudiano | Luigi Cesaro Vincenzo Carbone | Gianni Pittella     | Antonio Iannone   |

1. ↑  In data 19.02.2021 aderisce al gruppo misto, non iscritti; in data 22.06.2021 alla componente «L'Alternativa c'è-Lista del Popolo per la Costituzione»; in data 09.11.2021 torna nei non iscritti; in data 27.01.2022 aderisce al gruppo C.A.L. (Costituzione, Ambiente, Lavoro) - Idv; in data 29.01.2022 torna nel gruppo misto, non iscritti; in data 27.04.2022 aderisce al gruppo Uniti per la Costituzione-C.A.L. (Costituzione, Ambiente, Lavoro).
2. ↑  In data 01.07.2020 aderisce al gruppo Italia Viva-P.S.I..